# Qcad
QCad est un logiciel de dessin assisté par ordinateur en deux dimensions. Il fonctionne à la fois sous Linux, Solaris, macOS et Microsoft Windows.

## Formats utilisés
Le format natif de QCad est le format d'échange DXF inventé par Autodesk (AutoCAD). Le logiciel peut également exporter des images, notamment aux formats PNG et JPG.

## Licence du logiciel
Les sources de QCad sont placés sous la licence publique générale GNU. Depuis la version 3.1, les binaires de la version communautaire sont accessibles pour toutes les plateformes.